# Пётр Ломбардский
Пётр Ломбардский, он же Пётр Новарский, Пётр Ломбард, или просто Ломбард, Ломбардец (лат. Petrus Lombardus, (ум. 1160) — католический богослов и философ-схоласт XII века по прозванию Магистр сентенций (лат. Magister sententiarum, по названию его самого известного произведения «Сентенции в четырёх книгах»).

## Биография
Родился близ города Новара в Ломбардии. Сначала учился на родине, в Новаре или Лукке, затем, при покровительстве Бернарда Клервосского и епископа Лукки Одо, в Реймсе (где тогда преподавали два ученика Ансельма Лаонского) и Париже (в Сен-Викторской школе у Гуго и Абеляра).
Абеляр был причиной того, что Пётр остался жить в столице Франции и стал известным магистром здешних школ. Его духовная карьера, начавшаяся в 1140-х годах, закончилась назначением епископом Парижским в 1159 году. В 1148 году, на синоде в Реймсе, среди других осудил учение Гильберта Порретанского. В числе учеников Петра Ломбардского — Пётр Едок (Petrus Comestor) и Вильгельм Тирский.
Умер в 1160 году.

## «Сентенции»
Магнум опус Петра Ломбардского — «Сентенции» (лат. Sententiarum libri IV) или просто «Сентенции». В этой работе первый раз в католическом мире догматическое богословие было сведено в одно систематическое целое. На строение этой работы повлиял «Источник знания» Иоанна Дамаскина (латинский перевод его третьей части, осуществленный в середине XII века). В сочинении Пётр разбирает изречения Отцов церкви по поводу догматических вопросов и пытается их обосновать, опровергая противоречащие им положения. В предисловии к «Сентенциям» он скромно сравнивает себя с бедной евангельской вдовицей, пожертвовавшей храму свою лепту.

### Влияние и значение «Сентенций»
Влияние «Сентенций» было велико. Применяемый в них метод взяли себе за образец так называемые сентенциарии — он послужил формированию такой формы теоретического текста, как сумма. В первое время новаторский характер этой работы вызывал критику. Например, Вальтер Сен-Викторский написал полемический трактат «Против четырёх лабиринтов Франции», где под «лабиринтами» подразумеваются теоретические построения Абеляра, Гильберта Порретанского, Петра Ломбардского и Петра Пуатевинского.
Позднее «Сентенции» стали базовым учебником по католическому богословию и оставались им до эпохи Реформации и Контрреформации. Соответственно, было написано большое количество комментариев к книге, и такой комментарий был формой выражения авторской концепции. Комментарии к «Сентенциям» оставили Фома Аквинский, Уильям Оккам, Иоанн Дунс Скот («Оксфордское сочинение»), Майстер Экхарт.
Значение Петра Ломбардского хорошо демонстрирует тот факт, что Данте Алигьери сделал его персонажем «Божественной комедии» (раздел «Рай») в числе других видных церковных деятелей.

## Издания сочинений
- Patrologiae cursus completus… / Accurante G. P. Migne… Series latina… T. 192. — (Самое доступное издание.)